# Kalijuga
Kalijuga (sanskryt कलियुग) – czwarta część mahajugi, trwająca 432 tys. lat. Kalijugę poprzedzają satjajuga (zwana też krytajugą), tretajuga i dwaparajuga. Kalijuga jest określana jako wiek żelazny oraz jako wiek kłótni i hipokryzji.

## Rozpiętość czasowa
Kalijuga jest wiekiem, który trwa obecnie (od ok. 5100 lat – przeważnie podaje się rok 3102 p.n.e. jako początek, dokładnie 17/18 lutego). Zgodnie z Puranami charakteryzuje się on obfitością konfliktów, ignorancją, niereligijnością i wysoką przestępczością. Pozytywne cechy, które występowały u ludzi w poprzednich wiekach, są w formie szczątkowej lub zanikły całkowicie.

## Cechy
Według wisznuitów, w każdej z jug pojawia się określona forma Wisznu i tak, dla kalijugi jest to awatara w kolorze żółtym – Ćajtanja Mahaprabhu – żyjący w XVI w mistyk, filozof, reformator religijny i wielki orędownik bhaktijogi. Jednak Bóg ma zstąpić raz jeszcze, pod koniec wieku, w formie Kalkin – wojownika na siwym koniu, który ma zniszczyć demony, ocalić swoich wielbicieli i rozpocząć następną satjajugę (a tym samym nową mahajugę).

## Symptomy wieku kali
Długość życia w kali judze rzadko przekracza 100 lat i dlatego w samorealizacji nie sprawdzają się czasochłonne procesy z satja-, treta- i dwaparajugi. W tym wieku polecane jest słuchanie i intonowanie (śrawanam i kirtanam) imion Boga oraz dyskutowanie o jego przygodach w licznych inkarnacjach.
Przed nadejściem Kalkina ma panować na świecie brak cnoty, prawdy, świętości, przebaczenia i dobroci. Rozpleni się przestępczość. W handlu zapanuje oszustwo, uczeni będą wygłaszać tylko puste mowy. Uroda ciała, fryzury i obżarstwo uznane zostaną za najwyższy cel życia. Nadmiernie wzrosną podatki, zapanują choroby, lekarstwa będą nieskuteczne.
Zasadniczą cechą charakterystyczną wieku Kali jest to, że niższej klasy śudrowie, to znaczy ludzie bez braminicznej kultury i duchowej inicjacji, będą zewnętrznie wyglądać jak administratorzy czy królowie, a zasadniczym interesem takich władców nie-kszatrijów będzie zabijanie niewinnych zwierząt, szczególnie krów i byków, które będą pozbawione ochrony swoich panów, bona fide wajśjów, społeczności kupieckiej, rzemieślniczej i rolniczej.